# São Sebastião (Guimarães)
São Sebastião é uma povoação portuguesa do município de Guimarães, com 0,40 km² de área e 1 976 habitantes (2011). Densidade: 4 940 hab./km².
Foi sede de uma freguesia extinta em 2013, no âmbito de uma reforma administrativa nacional, para, em conjunto com Oliveira do Castelo e São Paio, formar uma nova freguesia denominada União das Freguesias de Oliveira, São Paio e São Sebastião com a sede na Alameda de São Dâmaso em Guimarães.

Antiga freguesia urbana, formada por ruas já muito antigas (Largo do Toural, Rua de Camões, Rua Dr. Bento Cardoso, Caldeiroa) e por novos arruamentos (S. Francisco, Av. D. João IV).
O seu orago é, como indica o nome da freguesia, São Sebastião. A área da freguesia coincidia com a da paróquia de mesmo nome. Conta com quatro igrejas: Igreja Paroquial (Antigo convento de Sta. Rosa de Lima), S. Francisco, Stos. Passos e S. Pedro.

## Património
- Frescos existentes no Convento de São Francisco
- Cruzeiro fronteiro ao adro da Igreja de São Francisco
- Igreja e Oratórios de Nossa Senhora da Consolação e Santos Passos
- Igreja do Convento das Capuchinhas ou Igreja da Madre de Deus ou Oficinas de São José
- Igreja de São Francisco
- Antigas Fábricas de Curtumes

## População
| População da freguesia de Guimarães (São Sebastião) (1864 – 2011) | População da freguesia de Guimarães (São Sebastião) (1864 – 2011) | População da freguesia de Guimarães (São Sebastião) (1864 – 2011) | População da freguesia de Guimarães (São Sebastião) (1864 – 2011) | População da freguesia de Guimarães (São Sebastião) (1864 – 2011) | População da freguesia de Guimarães (São Sebastião) (1864 – 2011) | População da freguesia de Guimarães (São Sebastião) (1864 – 2011) | População da freguesia de Guimarães (São Sebastião) (1864 – 2011) | População da freguesia de Guimarães (São Sebastião) (1864 – 2011) | População da freguesia de Guimarães (São Sebastião) (1864 – 2011) | População da freguesia de Guimarães (São Sebastião) (1864 – 2011) | População da freguesia de Guimarães (São Sebastião) (1864 – 2011) | População da freguesia de Guimarães (São Sebastião) (1864 – 2011) | População da freguesia de Guimarães (São Sebastião) (1864 – 2011) | População da freguesia de Guimarães (São Sebastião) (1864 – 2011) |
| ----------------------------------------------------------------- | ----------------------------------------------------------------- | ----------------------------------------------------------------- | ----------------------------------------------------------------- | ----------------------------------------------------------------- | ----------------------------------------------------------------- | ----------------------------------------------------------------- | ----------------------------------------------------------------- | ----------------------------------------------------------------- | ----------------------------------------------------------------- | ----------------------------------------------------------------- | ----------------------------------------------------------------- | ----------------------------------------------------------------- | ----------------------------------------------------------------- | ----------------------------------------------------------------- |
| 1864                                                              | 1878                                                              | 1890                                                              | 1900                                                              | 1911                                                              | 1920                                                              | 1930                                                              | 1940                                                              | 1950                                                              | 1960                                                              | 1970                                                              | 1981                                                              | 1991                                                              | 2001                                                              | 2011                                                              |
| 2 418                                                             | 2 553                                                             | 2 613                                                             | 2 637                                                             | 2 874                                                             | 2 685                                                             | 3 003                                                             | 3 415                                                             | 3 450                                                             | 3 083                                                             | 2 642                                                             | 2 566                                                             | 2 320                                                             | 1 949                                                             | 1 976                                                             |

## Resultados eleitorais

### Eleições autárquicas (Junta de Freguesia)
| Partido      | %    | M    | %    | M    | %    | M    | %    | M    | %    | M    | %    | M    | %    | M    | %    | M    | %    | M    | %    | M    |
| Partido      | 1976 | 1976 | 1979 | 1979 | 1982 | 1982 | 1985 | 1985 | 1989 | 1989 | 1993 | 1993 | 1997 | 1997 | 2001 | 2001 | 2005 | 2005 | 2009 | 2009 |
| ------------ | ---- | ---- | ---- | ---- | ---- | ---- | ---- | ---- | ---- | ---- | ---- | ---- | ---- | ---- | ---- | ---- | ---- | ---- | ---- | ---- |
| CDS-PP       | 29,9 | 3    |      |      |      |      | 27,4 | 3    | 17,7 | 2    | 9,8  | 1    | 9,4  | 1    | 10,6 | 1    | 9,2  | 1    | 10,9 | 1    |
| PS           | 28,8 | 3    | 27,7 | 3    | 51,4 | 7    | 24,0 | 2    | 31,6 | 3    | 36,3 | 4    | 36,6 | 3    | 35,5 | 3    | 32,5 | 3    | 32,4 | 3    |
| PPD/PSD      | 21,8 | 2    |      |      |      |      | 36,1 | 4    | 40,3 | 4    | 41,4 | 4    | 39,4 | 4    | 39,5 | 4    | 45,0 | 5    | 44,0 | 4    |
| FEPU/APU/CDU | 10,9 | 1    | 14,4 | 2    | 10,7 | 1    | 8,6  | -    | 6,9  | -    | 8,4  | -    | 9,2  | 1    | 9,9  | 1    | 9,0  |      | 9,3  | 1    |
| AD           |      |      | 55,8 | 8    | 34,6 | 5    |      |      |      |      |      |      |      |      |      |      |      |      |      |      |